# Claude-Marie Ruffo de La Ric
Claude-Marie Ruffo des comtes de La Ric, comte de Brioude et évêque de Saint-Flour (1779-1801), né le 16 novembre 1746 à Grenoble et mort à Saint-Denis le 1er octobre 1816, est un aristocrate français qui fut homme d'Église et un épistolier de talent.

## Famille
Second fils de Jean-François de Roux II, comte de Laric, baron d'Oze, et de Louise Gabrielle Scholastique de Murat de Lestang, Claude Marie naît à Grenoble le 16 novembre 1746. Sa famille se dit, par son ancienneté, l'une des plus prestigieuses familles provençales depuis qu'elle prétend être arrivée d'Italie à la suite des rois angevins de Naples, aussi comtes de Provence. En effet, les Roux de La Ric disent descendre de la considérable maison Ruffo, une des premières familles du royaume de Naples et à laquelle appartient la reine des Belges, Paola Ruffo di Calabria.Toutefois cette filiation, bien qu'admise par les généalogistes de Louis XV, reste plus que problématique et a été contestée dès le XVIIIe siècle. Les archives ne permettent pas d'établir si la filiation d'avec la Calabre est réelle ou fabriquée. La généalogie confirmée ne remonte qu'aux Roux de Gaubert, de petite noblesse, devenus robins au XVIIe siècle. 
La légende familiale veut que Charles Ruffo, seigneur de la Ricca et chambellan de la reine Jeanne Ire de Naples, aussi comtesse de Provence, ait dû fuir l'Italie pour la France en 1346 car il a participé à l'assassinat du roi André de Hongrie. En Provence, Ruffo se change en Roux. Faits seigneurs du Val d'Oze et baron d'Oze, les Roux de Gaubert deviennent Roux de La Ric en 1729, après érection de la terre d'Oze en comté et le changement de leur nom en La Ric, en souvenir de leur ancienne terre della Ricca, en Calabre. Cette famille provençale s'est surtout distinguée dans la robe, avec un président à mortier du parlement d'Aix et deux présidents du parlement de Pau. En 1775 le comte de Laric, père de Claude Marie, est reconnu descendant des Ruffo, par le comte de Scilla, aîné de cette maison. Les Roux deviennent Ruffo de Laric et sont faits patriciens de Naples. 
Toutefois, la filiation est loin d'être établie et plusieurs généalogistes du XVIIIe siècle doutent de cette filiation, ne faisant remonter la famille qu'à Jean de Roux, de Digne, entré au parlement d'Aix au début du XVIIe siècle.

## Biographie

### Jeunesse
Son destin est décidé dès l’enfance : à huit ans, on l’appelle « le petit abbé ». Il est tonsuré à dix ans. Après des rudiments que lui donne le curé de Chabestan, il accompagne son frère au collège d’Harcourt.  Il se montre un élève assez doué et agréable, « vif comme le salpêtre et il est sans contredit le plus aimable enfant du collège d’Harcourt  », écrit Sarrasin de Maraise, ami de la famille. 
En 1761, à 15 ans, il annonce à son précepteur et à son père son intention de quitter les ordres : "L’abbé m’a répondu qu’on l’avait engagé trop tôt et sans qu’il sût ce qu’il faisait. Il vous a même écrit, j’ai retenu la lettre. Il vous marque le dégoût qu’il a pour la vie ecclésiastique. Je n’ai pas jugé à propos de vous l’envoyer car j’ai regardé cela comme un enfantillage. Je l’ai engagé à travailler. Il m’a répondu que jamais il ne se gênerait pour cela, et que ne voulant pas être ecclésiastique il ne se fatiguerait pas." Cette révolte fut sans effet ; la lettre du précepteur n’est suivie d’aucune autre, le petit abbé se soumit. 
De sa conscience, il ne sera plus question, ni dans ses lettres, ni dans celles de son entourage. Choisir l’Église, c’est choisir une carrière.
Et cette carrière sera particulièrement brillante.
Après un complément d’études au séminaire Saint-Sulpice, Claude Marie de Roux reçoit le 30 mars 1768 l’autorisation de passer les degrés de bachelier et de licencié en droit civil et canonique de l’université de Valence.  Le 18 mai, c’est l’examen lui-même. La réputation de complaisance de l’université de Valence était, il faut le dire, bien connue en Dauphiné et jusqu’en Savoie  : "C’est un avocat de Valence, longue robe et courte science", disait un proverbe dauphinois du XVIIIe siècle.  
Le peu d‘exigence de l’université valentinoise dut convenir à l’abbé, qui avait mis dès les années d’Harcourt sa paresse rebelle en pratique : "M. l’abbé de Roux se présenta en 1769 à l’ordination pour recevoir la prêtrise, mais il ne fut point dispensé de l’examen ordinaire ; l’abbé Bailly, Grand Vicaire qui en était chargé, lui ayant fait quelques questions triviales fut fort étonné de son silence et encore plus de ne l’entendre rompre que pour le prier de l’interroger en français, parce que la langue latine ne lui était pas assez familière."

### Ascension fulgurante
Son ignorance du latin n’empêcha pas l’abbé Claude Marie de parvenir : en 1769,  à 23 ans,  il est grand vicaire du diocèse de Grenoble, chanoine doyen de la cathédrale, d’où le double nom d’abbé ou de doyen par lequel il est nommé dans la correspondance ; il est reçu la même année conseiller clerc au parlement de Grenoble. Nommé à 33 ans évêque de Saint-Flour, il peut se flatter d’une ascension fulgurante.
Ses débuts sont aidés par la solidarité familiale : François de Murat de l’Estang, son oncle, prêtre et licencié en droit civil et canonique de la faculté de Paris, doyen de l’Église cathédrale de Grenoble et de Gap, prieur de Revesty, résigne pour lui ses charges et bénéfices en 1769 et 1770 moyennant une pension viagère.
Son intégration au parlement est également placée sous le signe du clan : il y  entre le 16 juillet 1769, à 23 ans, au vu des « témoignages qu’on nous a rendus de l’ancienne noblesse de sa maison et des services importants que ses ancêtres ont rendu à l’État depuis plus de deux siècles, soit dans l’épée soit dans les premières charges de la magistrature aux parlements d’Aix, de Grenoble et Pau et de ceux que nous rendent actuellement avec la plus grande distinction possible le sieur son père, conseiller au parlement de Grenoble et le sieur de Murat, son oncle, président à mortier en ladite cour. » Les charges de conseiller clerc et de grand vicaire peuvent passer pour incompatibles mais l’évêque de Grenoble n’oppose aucune difficulté ; l’abbé cumule donc la charge de conseiller clerc et ses bénéfices ecclésiastiques.
À Grenoble,  le conseiller clerc passe pour n’avoir de vocation ni pour le palais, ni pour l‘Église, pour être mauvais ecclésiastique et mauvais magistrat : "L’abbé de Roux, conseiller clerc et doyen de l’église de Grenoble. Il le devient par la mort de l’abbé de La Tour et la démission de l’abbé de Ravel. [il ne parle pas latin]" .
Sa mère se plaint qu’il ne va « ni à l’église, ni au palais » et qu’il passe ses journées dans la société de quelques jeunes femmes et de la vieille marquise de Sassenage, la plus grande coquette de Grenoble, ordonnatrice des fêtes les plus brillantes. On l’appelle « l’abbé des dames » et on répand « qu’il connaît mieux la fleurette que la théologie et le droit canon » : « Tu as beau le prêcher cet enfant est d’une paresse qui ne ce peut concevoir il ne fait rien ni au palais ni au gouvernement ni à son église où il ne va point il se donne à une petite société dont il ne bouge on ne peut pas seulement lui faire les visites de bienséance. »
Lui-même affiche une paresse ostentatoire : « Il fait ici des chaleurs excessives. Jamais je n’en avais senti de semblables. Je fais des vacations avec la p. de Vaulx qui les tient, ce qui m’ennuie assez, car je suis d’une paresse indicible pour les procès je ne puis prendre sur moi de me mettre à en travailler un seul. Enfin je n’en ai pas encore rapporté, je sens tous mes ridicules lorsque je veux m’y mettre je m’endors. » (10 août 1774, à son père, Grenoble)
Le conseiller clerc mérite néanmoins l’estime de la cour, qui l’a choisi avec le président de Bérulle comme député pour aller plaider en 1779 pour le rétablissement des États du Dauphiné.  En janvier 1779, Bérulle et l’abbé rencontrent les ministres. Le 6, ils ont un  entretien avec Necker. Il est fort probable que l’abbé, comme son père, en ait profité pour faire avancer à la fois ses affaires personnelles et celles de la compagnie : quelques mois plus tard, il reçoit un évêché.
Deux autres événements ont rythmé ses années grenobloises :
En 1773, le chapitre de Grenoble, agité par des litiges, envoie deux délégués à Paris. En septembre, l’abbé fait le voyage de la capitale et il reste quatre mois. Il est reçu à la cour, distingué immédiatement, d’autant que, conseiller clerc du « parlement Maupeou », il est fêté par le ministre qui espère en lui un appui à Grenoble.
Son père, témoin de la scène, écrit : "Le doyen fait les affaires dont il est chargé avec une assiduité et une intelligence qui lui fera honneur. M. le chancelier lui fit à Versailles toutes sortes d’amitiés.  Il lui tenait les mains dans les siennes, le serrait comme s’il avait été une belle fille l’engagea à passer dimanche et lundi prochain à la cour le pria à dîner et lui promit un sceau extraordinaire pour le parlement. M. le duc d’Aiguillon lui fit aussi beaucoup de politesses et lui promit et à son collègue d’agir pour eux. M. le contrôleur général le reçut avec bonté, mais lui laissa entrevoir des sentiments qui ne plairont pas à la compagnie, il lui donna rendez-vous à vendredi prochain à Paris. (…) Il verra M et Mme de Chartres ; il sera le seul conseiller qui y ait été admis." 
En octobre 1774 l’abbé, qui séjourne à Laric, le château familial, pour une partie de chasse entre amis, reçoit de son père l’ordre de partir immédiatement pour Rome. Le pape Ganganelli, Clément XIV, est mort le 22 septembre et l’abbé peut espérer devenir conclaviste du cardinal de Bernis, ambassadeur à Rome. Il pourra au moins faire connaissance de sa famille romaine. L’abbé part avec son ami le conseiller Moreau de Véronne, féru d’archéologie. Véronne est en effet membre de l’Académie Royale des Sciences, Belles-Lettres & Beaux-Arts de Lyon. Ils gagnent l’Italie par mer (Marseille – Civitta Vecchia) mais, retardés par la tempête, ils arrivent trop tard ; l’abbé ne siège pas au conclave. Il descend chez son parent Dom Louis Ruffo, qui l’introduit dans la société romaine et retrouve à Rome son second grand ami, l’abbé de Barral. L’abbé est introduit dans les milieux des arts et, avec son ami Véronne, il est reçu membre de l’Académie de l’Arcadia, qu’il traduit Académie des Arcades. L’académie, née en 1690, est alors sur son déclin, mais elle offre le plus grand rassemblement pour la conversazione littéraire de Rome. Après quatre mois passés en visites et en observations mondaines, l’abbé rentre à Grenoble. 
Il n’a rien obtenu du cardinal de Bernis mais s’est fait reconnaître par les Ruffo italiens :
M. le comte de Dupuy Montbrun lui écrit : "votre voyage sera très utile à votre famille, l’on vous croyait de bonne maison mais peu vous croyaient Ruffo, la liaison, cohabitation avec dom Louis fera que tous les Français répandront la vérité".
L’abbé ne s’attache pas à ses origines italiennes avec la même passion  que son père, mais il est sensible à l’esprit de clan : 
"Mon voyage  lèvera tous les doutes qu’on avait sur notre nom, quoiqu’il ne faille pas tirer vanité de la naissance qui est un effet du hasard, au moins lorsqu’on l’a il faut la faire valoir".
À son oncle, le doyen François de Murat, qui a résilié en sa faveur la charge de doyen du chapitre de Grenoble, il joue sur la naissance et le mérite, le renvoyant en pointe comme suprême forme de remerciement à son bienfaiteur. 
"Tous les Ruffo qui sont ici au nombre de quatre dans la prélature m’ont chargé de vous offrir leurs respects. Je n’ai laissé ignorer à aucun les obligations que je vous avais, et comment je vous l’avais. Ils admirent votre façon d’agir, il n’est nulle part quelqu’un qui soit tenté de suivre votre exemple. Il est vrai que l’on me dit que j’étais bien fait par mon mérite, pour trouver quelqu’un qui y répondit aussi bien. Qu’en dites vous ? […] vous êtes bien obligé d’en convenir, puisque c’est vous qui me valez tout cela."

### Évêque de Saint-Flour
Claude-Marie Ruffo de La Ric, devint évêque de Saint-Flour à 33 ans seulement, le 29 août 1779. Dernier évêque de la ville sous l'Ancien régime, il occupa ce poste de 1779 à 1801, bien que l'évêché ait été supprimé entre 1790 et 1802.

### Période révolutionnaire
L'évêque de Saint-Flour est élu 27 mars 1789 député du clergé aux États-Généraux, par le bailliage de Saint-Flour. Bien qu'il fût membre et vice-président du comité des rapports et qu'il alla par deux fois, les 16 juillet 1789 et 5 février 1790 en députation chez le roi, il ne se fit guère remarquer à la Constituante. Puis, hostile à la constitution civile du clergé, il signa les protestations des 12 et 15  septembre 1791, refusa de prononcer le serment civil et il émigra en Italie où il retrouva ses cousins italiens.

### Consulat et Empire
Il donna sa démission d'évêque de Saint-Flour au moment du concordat de 1801 et il rentra en France. Il s'installa d'abord avec son frère cadet au château de Laric, occupant un appartement qu'on appelle toujours "la Chambre de l’Évêque". Il le quitta lorsque sa nièce Caroline vendit le domaine pour s'établir en Normandie; en 1806, il devient chanoine de Saint-Denis, et l'un des six prélats chargés de l'administration de l' église Sainte-Geneviève. L'Empereur le fit Baron d'Empire par lettres patentes le 15 juin 1808.
Claude-Marie Ruffo mourut à Saint-Denis, le 1er octobre 1816 ou 1818.

### L'épistolier
Claude Marie Ruffo a laissé une correspondance pleine d'esprit. Dans ses lettres à sa mère, légères, il se met en scène comme abbé libertin, n'hésitant pas à aspirer aux faveurs d'une religieuse : "On dit la sœur Saint-Vincent prête d'accoucher. Je lui souhaite prompte et heureuse délivrance et lui demande de m'attendre pour recommencer". Sa famille lui prête une liaison avec sa tante Sabine, religieuse scandaleuse, qu'il aide lorsqu'elle veut appeler de ses vœux devant le parlement. Ses lettres à son père montrent un parlementaire prudent, ne prenant pas partie lorsque le parlement est déchiré, ménageant son avenir personnel au détriment des intérêts de sa compagnie. L'ensemble des "lettres de Rome" obéissent aux règles de ce type de lettre avec esprit : descriptions des Antiques et surtout de la société romaine.